# Délibéré en droit français
Le délibéré, en droit français, est la phase de l'instance au cours de laquelle les juges se concertent avant de rendre leur décision.
En droit français, le délibéré est toujours secret et n'admet pas d'opinion dissidente.

## Bases légales

### Droit civil
Il est régi par les articles 447 et suivants du Code de procédure civile. La composition de la juridiction lors du délibéré doit respecter les règles établies par le Code de l'organisation judiciaire. La décision est rendue à la majorité des voix.

### Droit pénal
Les délibérés sont très importants lors d'un procès pénal, car d'eux dépendent la condamnation éventuelle du mis en cause.
Le délibéré d'une cour d'assises conserve son importance notamment grâce aux jurés populaires qui la composent.

### Droit administratif
Les articles R.731-1 à R.732-2 du Code de justice administrative traitent du délibéré dans les juridictions régies par ce code.

## Application
Lorsqu'une affaire est mise en délibéré, les parties ne sont plus autorisées à intervenir.
Il précède le prononcé du jugement. Il peut intervenir le jour même, « délibéré sur le siège », mais également à une date ultérieure à la suite d'un renvoi, « délibéré en chambre du conseil ».
Dans les affaires délicates, les juges peuvent se réunir plusieurs fois avant de rendre leur décision.

### Exceptions
Le juge peut avoir demandé à une partie à fournir un document qui a été évoqué lors des débats mais qui n'était pas encore déposé parmi les pièces soumises au débat. Dans ce cas, la production de ce document est faite par une « note en délibéré ».
En matière civile, la note en délibéré est régie aux articles 442 à 445 du Code de procédure civile.